# Zemo Tsjiloni
Zemo Tsjiloni (en georgiano: ზემო ცხილონი) o Uallag Antonikau (en osetio: Уæллаг Антъоныхъæу; en ruso: Верхний Антоныкау) es un pueblo que pertenece a la parcialmente reconocida República de Osetia del Sur, parte del distrito de Leningor, aunque de iure pertenece al municipio de Ajalgori de la región de Mtsjeta-Mtianeti de Georgia.

## Geografía
Zemo Tsjiloni se encuentra en el margen derecho del río Lejuri, a 57 km de Ajalgori. La aldea se administra desde el pueblo de Zajori.  

## Historia
Durante la duración del conflicto georgiano-osetio y también tras la victoria rusa en la guerra ruso-georgiana de 2008, con la que las de facto autoridades de Osetia del Sur establecieron el control sobre el municipio de Ajalgori, Zemo Tsjiloni formaba parte del territorio controlado por las autoridades de la República de Osetia del Sur. Desde entonces, Zemo Tsjiloni está integrado en el pueblo de Tsjiloni. 

## Demografía
La evolución demográfica de Zemo Tsjiloni entre 1959 y 1989 fue la siguiente:
| 139                                                      | 54 |
| (Fuente: Population of South Ossetia since Soviet times) |    |

Según el censo soviético de 1959, la mayoría de la población local eran osetios.